# Komárichi
Komárichi (ruso: Кома́ричи) es un asentamiento de tipo urbano de Rusia, capital del raión homónimo en la óblast de Briansk.
En 2021, el asentamiento tenía una población de 7325 habitantes. En su territorio no hay pedanías.
Se ubica unos 100 km al sur de la capital regional Briansk, cerca del trifinio con las óblasts de Oriol y Kursk.

## Historia
El topónimo "Komárichi" se menciona en documentos desde el siglo XVI, pero originalmente no se refería a una localidad sino a una vólost que agrupaba pequeñas aldeas dispersas, y que fue incluida en el uyezd de Briansk de la gobernación de Oriol. En 1897, se fundó en este territorio el asentamiento homónimo, como un poblado ferroviario de la línea de ferrocarril de Briansk a Lgov. La Unión Soviética le dio estatus de capital distrital en 1929. El actual asentamiento de tipo urbano se fundó en 1957, al fusionarse en un único núcleo de población el poblado ferroviario de Komárichi con el vecino pueblo de Lobanovo.